# La Pedrera
La Pedrera là một khu tự quản thuộc tỉnh Amazonas, Colombia. Thủ phủ của khu tự quản La Pedrera đóng tại La Pedrera Khu tự quản La Pedrera có diện tích ki lô mét vuông. Đến thời điểm ngày 28 tháng 5 năm 2005, khu tự quản La Pedrera có dân số 926 người.